# Taavi Tamminen
Taavi Nikolai Tamminen  (10. března 1889 Rääkkylä, Finsko – 19. ledna 1967 Helsinky, Finsko) byl finský zápasník, reprezentant v zápase řecko-římském.
V roce 1920 vybojoval stříbrnou medaili na olympijských hrách v Antverpách v lehké váze. V roce 1921 zvítězil na mistrovství světa.